# Francisco Ipiñazar
Francisco Ipiñazar (San Juan, 21 agosto 1998) è un hockeista su pista argentino naturalizzato italiano, difensore dell'Hockey Bassano.

## Palmarès

### Competizioni nazionali
- Federation Cup: 1

Sarzana: 2017-2018
- Campionato italiano: 3

Trissino: 2021-2022, 2022-2023
Forte dei Marmi: 2023-2024
- Supercoppa italiana: 2

Trissino: 2022, 2023
- Coppa Italia: 2

Trissino: 2022-2023
Forte dei Marmi: 2023-2024

### Competizioni internazionali
- CERH European League: 1

Trissino: 2021-2022
- Coppa Intercontinentale: 1

Trissino: 2023